# Hervé Brouhon
Hervé Brouhon (Etterbeek, 18 juni 1924 - Anderlecht, 10 april 1993) was een Belgisch socialistisch politicus. Hij was korte tijd minister en werd de eerste socialistische burgemeester van Brussel.  

## Levensloop
Brouhon studeerde voor onderwijzer aan de Normaalschool Karel Buls in Brussel en ging in 1944 werken voor de dienst voor geëvacueerde kinderen en oorlogswezen van de Brusselse Commissie van Openbare Onderstand. 
Tijdens de oorlog was hij actief als vrijwilliger bij het Rode Kruis en verzorgde hij als ambulancier gewonden in de streek rond Malmedy tijdens de Slag om de Ardennen in december 1944. Na de oorlog werd hij leraar in het secundair onderwijs. Ook werd Brouhon syndicaal actief bij de ACOD, waar hij het lot van tijdelijke leerkrachten aankaartte.

## Politieke carrière
Bij de gemeenteraadsverkiezingen van 1952 werd hij verkozen in de Brusselse gemeenteraad, wat hij zou blijven tot zijn dood. Daarnaast werd hij in 1958 voor de socialisten lid van de Kamer van volksvertegenwoordigers voor het arrondissement Brussel, wat hij zou blijven tot 1985. Van 1971 tot 1978 was hij in de Kamer de voorzitter van de BSP-fractie en daarna van 1979 tot 1981 fractievoorzitter van de PS. Van 1965 tot 1966 was hij tevens minister van Sociale Voorzorg in de kortstondige regering-Harmel-Spinoy.
Daarnaast was Hervé Brouhon van 1971 tot 1983 schepen van Openbare Onderstand in de stad Brussel.  Als schepen was hij verantwoordelijk voor de oprichting van de adviserende raad voor niet-Belgen in Brussel. In 1983 werd hij vrij onverwacht burgemeester van Brussel. Toen bij de gemeenteraadsverkiezingen van 1982 de liberalen voor het eerst in de oppositie belandden, was afgesproken dat de populaire christendemocraat Paul Vanden Boeynants burgemeester zou worden. Net rond die tijd begon echter een vervolging tegen Vanden Boeynants wegens corruptie. Daarom werd afgesproken dat Brouhon tijdelijk burgemeester zou worden tot Vanden Boeynants' gerechtelijke problemen voorbij waren. Omdat Vanden Boeynants uiteindelijk ook effectief werd veroordeeld, bleef Brouhon zijn hele ambtstermijn burgemeester. Na de verkiezingen van 1988 was er opnieuw een coalitieakkoord waardoor Vanden Boeynants burgemeester zou worden, maar dit botste op een veto van de toenmalige minister van Binnenlandse Zaken Louis Tobback. Daarop werd Brouhon herbenoemd als burgemeester. Hervé Brouhon was de eerste burgemeester van de stad Brussel sinds de onafhankelijkheid van België die geen liberaal was. 
Onder zijn burgemeesterschap vond in 1985 het Heizeldrama plaats. Brouhon zat in de VIP-ruimte en had zoveel alcohol gedronken dat hij geen beslissingen kon nemen. Hij werd dan ook als medeverantwoordelijke hiervoor voor de rechtbank gedaagd, maar uiteindelijk vrijgesproken. Volgens zijn toenmalige kabinetschef Freddy Thielemans voelde Brouhon zich persoonlijk verantwoordelijk.
Vanwege zijn slechte gezondheid liet Brouhon zich vanaf 1992 als burgemeester vervangen door eerste schepen Michel Demaret (die hem later zou opvolgen), maar hij bleef formeel burgemeester tot zijn overlijden een jaar later. 